# Freedom of Sound
Freedom of Sound es el tercer álbum de estudio del músico estadounidense Bret Michaels, publicado el 1 de enero de 2005. Su principal sencillo, "All I Ever Needed", registra una colaboración con la cantante de música country Jessica Andrews.

## Lista de canciones
1. "Rock 'n My Country"
2. "Driven"
3. "Open Road"
4. "All I Ever Needed" (con Jessica Andrews)
5. "New Breed of American Cowboy"
6. "Right Now, Right Here"
7. "Lookin' for a Good Time"
8. "It's All Good"
9. "Every Rose Has Its Thorn" (versión country)
10. "Bittersweet"
11. "Raine"
12. "Menace to Society"
13. "Walk Away"
14. "Something to Believe In"
15. "Future Ex Wife"
16. "The One You Get"
17. "Human Zoo"
18. "The Last Breath"

## Créditos
- Bret Michaels - voz, guitarra, armónica
- Jamie Laritz - guitarra, bajo, batería
- Eric Brittingham - bajo
- Shawn Hughes - batería, percusión